# زجاجي العين مميز الحواف
زجاجي العين مميز الحواف أو قُراد الجِمال مميز الحواف (الاسم العلمي: Hyalomma marginatum) هو نوع من العنكبوتيات يتبع جنس زجاجي العين من فصيلة اللبوديات الصلبة.